# كأس جمهورية أيرلندا 2005
كأس جمهورية أيرلندا 2005 (بالإنجليزية: 2005 FAI Cup)‏ هو موسم من كأس جمهورية أيرلندا. أشرف على تنظيمه اتحاد أيرلندا لكرة القدم، وفاز فيه درودا يونايتد.